# ينكجة
ينكجةهي مدينة عراقية تقع جنوب شرقي كركوك في قضاء طوزخورماتو في محافظة صلاح الدين يبلغ عدد سكانها 20 إلف نسمة يتكلم سكان ينكجة باللغة التركمانية تقع على بعد 5 كيلومترات غرب قضاء الطوز على الطريق الرابط بين القضاء ومدينة تكريت.